# Aubrey O'Day
Aubrey Morgan O'Day (n. 11 februarie 1984 în San Francisco, California) este una din membrele formației americane de muzică Pop și R&B,Danity Kane.
Grupul a fost format de către P.Diddy în cel de-al doilea sezon al show-ului de televiziune,Making The Band 3.

## Copilărie
Începând de prima dată când a fost pe o scenă,Aubrey a fost fascinată să distreze publicul.
La vârsta de 6 ani,stătea în spatele scenei de teatru,privind-o pe mama sa jucând și plângea deoarece dorea să fie ea cea de pe scenă.
Încă de la primele competiții la care a participat,Aubrey O'Day a fost recunoscută ca fiind un star.

## Carieră
Aubrey face parte din formația Danity Kane,descoperită de P.Diddy în show-ul Making The Band 3.Alături de celelalte patru colege ale sale,Aubrey a cântat în deschidere pentru Christina Aguilera.În 2008,Danity Kane a avut turneul propriu.
Aubrey este de asemenea și un model de excepție.
Pe lânga muzică și modeling,Aubrey este și actriță.În 2008,va apărea în comedia American High School.Începând cu 16 iulie 2008,Aubrey va juca pe Broadway rolul lui Amber Von Tussle în musicalul Hairspray.

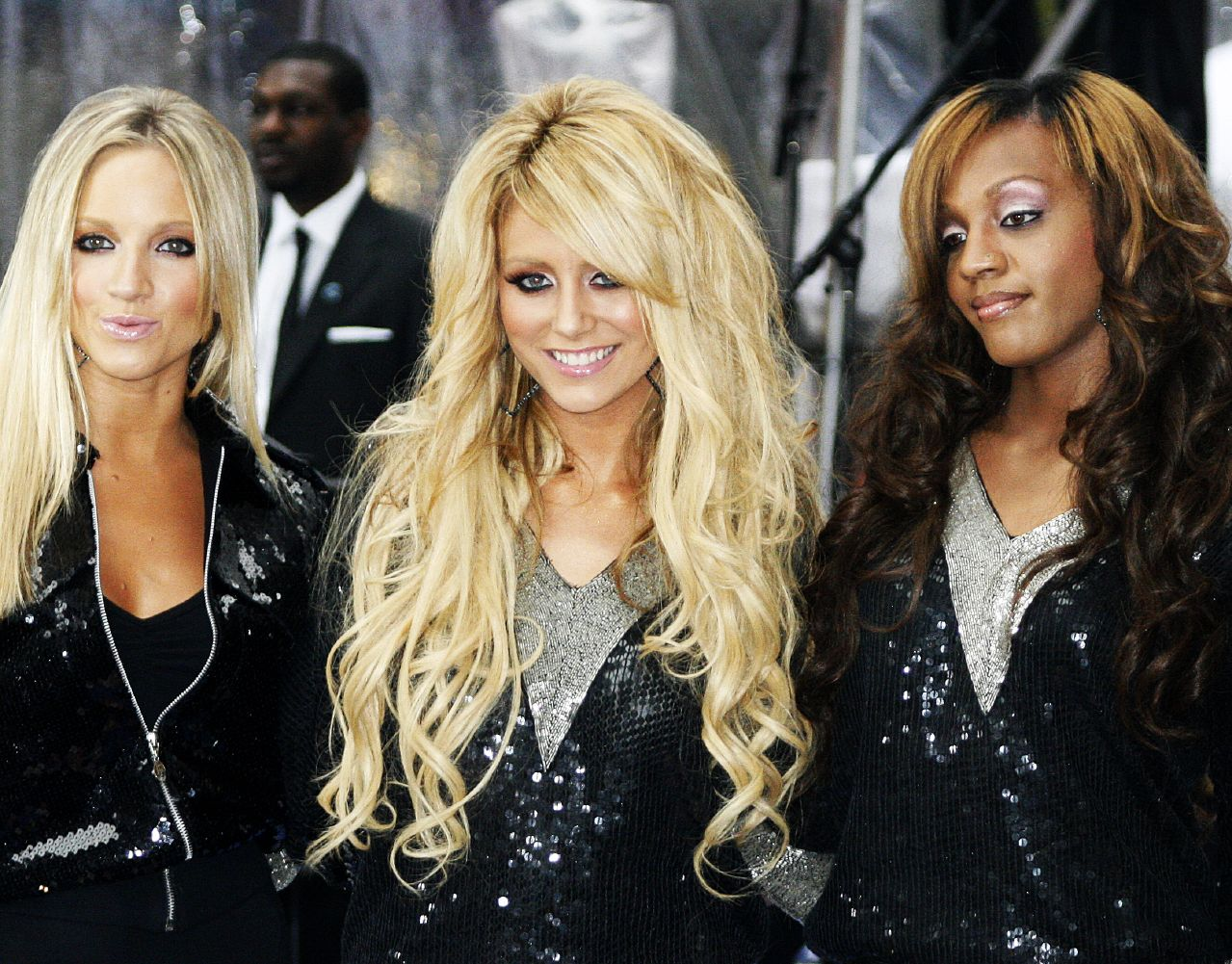
Aubrey O'Day (mijloc) împreună cu două dintre colegele sale,Shannon Bex şi Dawn Richard

## Discografie

### Albume
Danity Kane
- Lansat: august 22,2006
- Poziții în topuri: #1 U.S., #2 R&B, #5 UWC
- Vânzări în S.U.A.: 1,200,000+
- Certificații RIAA: Platină

Welcome to the Dollhouse
- Lansat: martie 18,2008
- Poziții în topuri: #1 U.S., #1 R&B, #2 UWC
- Vânzări în S.U.A.: 800,000+
- Certificații RIAA: Aur

### Single-uri
- Show Stopper
- Ride For You
- Damaged
- Bad Girl